# Francesco Coghetti
Francesco Coghetti (født 12. juli 1801 i Bergamo, død 20. april 1875 i Rom) var en italiensk maler.
Coghetti var historiemaler af den klassiske retning, således som denne fremtrådte i begyndelsen af 1800-tallet. Han var elev af Vincenzo Camuccini og uddannede sig i øvrigt efter Raffaello Santi. Coghetti, som længe var præsident for San-Luca-Akademiet i Rom, har malet mange alterværker og fresker, således i kirker og paladser i sin fødeby, i Rom (i Villa Torlonia Alexanders heltebedrifter, i Palazzo Torlonia, senere nedrevet, Bacchus' triumf, Amazoneslag med mere) og andre steder. I Villa Torlonia ved Castel Gandolfo har han blandt andet behandlet myten om Amor og Psyche.